# Francisco Javier Rabassa Satorras
Francisco Javier Rabassa Satorras (fallecido en La Selva del Campo, 13 de noviembre de 1911) fue un hacendado y político tarraconense, diputado a Cortes españolas durante la restauración borbónica.

## Biografía
Propietario agrícola de La Selva del Campo, también fue caporal del Somatén y jefe local del Partido Liberal Fusionista, partido por el que fue nombrado presidente de la Diputación Provincial de Tarragona de 1896 a 1898. Posteriormente fue elegido diputado por el distrito de Tarragona en las Elecciones generales de 1901, celebradas el 19 de mayo.
Fue diputado hasta el 27 de marzo de 1903, momento en que se disolvieron las Cortes.